# ディエゴ・モラレス
ディエゴ・モラレス（Diego Morales、1979年12月11日 - ）は、メキシコのプロボクサー。ティフアナ出身。元WBO世界スーパーフライ級王者。兄は世界4階級制覇王者のエリック・モラレス。弟のイバン・モラレスは世界ランカー。

## 来歴
1996年9月30日、プロデビューを果たし初回TKO勝ちで白星でデビューを飾った。
1997年11月15日、アンドラス・フレーアと対戦し4回KO勝ち。
1998年5月31日、フリオ・セサール・ガルシアと対戦し6回判定勝ち。
1999年6月7日、アウディトリオ・ムニシパルでWBO世界スーパーフライ級王者ペドロ・ゴドイーと対戦し10回にダウンを奪い、11回開始早々棄権で王座獲得に成功した。
1999年7月31日、プラザ・デ・トロス・エル・トレオでイサイアス・サムディオと対戦し9回15秒TKO勝ちで初防衛に成功した。
1999年11月20日、ネバダ州ラスベガスハードロック・ホテル・アンド・カジノ内ザ・ジョイントでアドニス・リバスと対戦したが12回0-3(3者共に112-115)の判定負けで2度目の防衛に失敗し王座から陥落した。
2000年5月26日、ティフアナでWBC世界バンタム級ユース王者カルメロ・カセラールと対戦し7回KO勝ちで王座獲得に成功した。
2002年4月5日、アウディトリオ・ムニシパルでUSBA全米スーパーバンタム級王者フェルナンド・ベラスケスと対戦。終始優位に進めるも9回失格負けで王座獲得に失敗した。
2004年3月27日、WBC世界バンタム級王者長谷川穂積への指名挑戦権を懸けてアドニス・リバスと5年越しの再戦。12回3-0(2者が115-112、116-112)の判定勝ちで長谷川への挑戦権獲得に成功した。
2005年9月27日、日本のリングに初登場。横浜アリーナで長谷川穂積と対戦する予定だったが、スパーリング中に負傷したため来日を取りやめた。
2007年8月10日、グァダルペ・アルセと対戦。4回2分18秒TKO勝ちで復帰戦を白星で飾った。
その後長谷川への挑戦を諦めなかったが、再度スパーリングで負傷したため28歳で現役を引退した。
引退後兄のエリックとともにフェルナンド・ベルトランが率いるサンフェルの支援を受けてラティーノ・ボクシングを設立。世界王者はどちらもIBFだがマリオ・ロドリゲス(ミニマム級)、ハビエル・メンドーサ(ライトフライ級)を育て上げ、ディエゴがマネージャーを務め、エリックがサンフェルの相談役を務めながらマッチメイクを行っている。

## 獲得タイトル
- 第6代WBO世界スーパーフライ級王座（防衛1）
- WBC世界バンタム級ユース王座